# Gustaf Lindencrona (1871–1952)
Gustaf Carl Adolf Lindencrona, född 18 december 1871 i Linköping, död 18 november 1952 i Stockholm, var en svensk jurist, kommunalpolitiker och idrottsledare.
Gustaf Lindencrona var son till landskamreraren August Gustaf Alvarez Lindencrona. Efter mogenhetsexamen vid Linköpings högre allmänna läroverk 1889 blev han student vid Uppsala universitet och avlade en juridisk preliminärexamen där 1890. Lindencrona avlade 1894 examen till rättegångsverken 1894 och blev samma år extraordinarie notarie i Svea hovrätt. Samma år avlade han även kansliexamen och blev i slutet av året extraordinarie notarie i Göta hovrätt. Lindencrona blev 1897 extraordinarie notarie i Stockholms rådstuvurätt, 1898 extraordinarie tjänsteman i överståthållarämbetet och senare samma år extraordinarie tjänsteman i kammarrätten. Han blev 1899 extraordinarie kanslist i justitierevisionen, 1900 vice auditör vid Svea trängbataljon och var 1902–1916 notarie i första kammaren. Lindencrona blev amanuens i justitierevisionen 1902, juridiskt biträde hos Väg- och vattenbyggnadsstyrelsen och var 1904–1915 auditör vid Svea artilleriregemente. Han var revisor och bokhållare hos väg- och vattenbyggnadsstyrelsen 1907–1910 och byrådirektör där 1910–1937.
Gustaf Lindencrona kom redan under läroverkstiden att intressera sig för gymnastik och var medlem av  Linköpings gymnastikförening. Under studietiden i Uppsala var han medlem av Uppsala studenters gymnastikförening och deltog bland annat vid den Internationella gymnastikfesten i Stockholm 1891. Förutom gymnastik intresserade sig Lindencrona även för rodd. Det dröjde innan han kom att intressera sig för att bli idrottsledare, men 1909–1912 var Lindencrona ledamot av styrelsen för Stockholms idrottsförbund vilket kom att bana vägen för andra uppdrag. Han var 1910–1916 ordförande i Svenska Skidförbundet, 1912–1926 ledamot av Riksidrottsförbundets överstyrelse och 1921 ordförande i dess förvaltningsutskott, 1913–1928 sekreterare i Sveriges Olympiska Kommitté, 1914 ledamot av kommittén angående understödjande av skididrotten bland ungdom och ledamot av styrelsen för Stockholms stadion 1916–1926.
Lindencrona var även politiskt aktiv som högerman och var under ett tiotal år ordförande i en lokalavdelning av Allmänna valmansförbundet. År 1923 och 1929–1931 var han ledamot av Stockholms stadsfullmäktige, dock utan att vara någon av de aktivaste politikerna där.
Gustaf Lindencrona var från 1904 gift med Ingeborg Jegerhjelm (1877–1952). Makarna är begravda på Gamla griftegården, Linköping.

### Fotnoter
1. 1 2  Svenskt biografiskt lexikon, Svenskt Biografiskt Lexikon-ID: 10514, läst: 9 oktober 2017.[källa från Wikidata]
2. 1 2 3 4 5  Sveriges dödbok 1830–2020, åttonde utgåvan, Sveriges Släktforskarförbund, november 2021, läst: 5 april 2022.[källa från Wikidata]
3. ↑  ”Lindencrona, Gustaf Carl Adolf”. SvenskaGravar.se. https://www.svenskagravar.se/gravsatt/b4ade2d9-7541-4329-8fd1-238e8fea8a5b. Läst 24 november 2023.